# مالوشا (روستا)
مالوشا (به بلغاری: Malusha) یک منطقهٔ مسکونی در بلغارستان است که در شهرستان گابروو واقع شده‌است.